# Zygoneura sciarina
Zygoneura sciarina är en tvåvingeart som beskrevs av Johann Wilhelm Meigen 1830. Zygoneura sciarina ingår i släktet Zygoneura och familjen sorgmyggor. Arten är reproducerande i Sverige. Inga underarter finns listade i Catalogue of Life.